# ムジブル・ラフマン
シェイク・ムジブル・ラフマン（ベンガル語: শেখ মুজিবুর রহমান, ラテン文字転写: Sheikh Mujibur Rahman, 1920年3月17日 - 1975年8月15日）は、バングラデシュの政治家。かつての東パキスタンにおけるベンガル人政治指導者・独立運動家。バングラデシュの大統領（初代及び第4代）及び首相を歴任した。称号のバンガバンドゥでも知られている。日本のメディア報道では「ムジブル・ラーマン」と表記されている。

## 生涯
ムジブル・ラフマンは1920年3月17日、英領インドベンガル州の小さな町タンギパラで生まれた。1929年に高校を卒業した後、1931年の公立学校に3等級で入学したが、1934年、目の手術を受けるために学校を辞め、4年後に学校に戻った。その後、1942年にゴパルガンジ宣教師学校に入学、1944年にイスラミア大学（現在のマウラナアザド大学）から中級芸術、1947年に同大学から文学士号を取得した。
1940年にイスラム教徒の学生連盟に加入し、政治的な活動を開始。1946年にはイスラム大学学生自治会の事務総長に任命された。
1947年、パキスタン独立とともに本格的な政治活動を始め、1950年代に東パキスタンムスリム学生連盟（後のアワミ連盟）を結成した（第2代）。両団体はともに東パキスタンにより大きな自治を獲得するために活動した。当時のパキスタンは西パキスタンと東パキスタンに分かれており、1600km 以上はなれた西パキスタンが主導権を握っていた。このため言語と文化の異なる東パキスタンには大きな不満があった。
1970年パキスタン国会総選挙で、アワミ連盟は東パキスタンに割り当てられた162議席中、160を獲得した。この高い支持率を背景として、ムジブル・ラフマンは東パキスタンがより大きな自治権をもつことを要求した。これはパキスタンが東西二州からなる連邦制国家へ移行することを含んでいた。しかしこの構想は破綻し、両パキスタンの緊張は、西パキスタンで使われるウルドゥ語をパキスタンの唯一の公用語とする試みによって激化した。東パキスタンではほとんどの住民がベンガル語を使っていたからである。東パキスタンでの民衆の権利を訴える運動に呼応して、ラフマンはパキスタン政府への非協力を呼びかけた。
パキスタン政府は戒厳令を敷き、軍を東パキスタンに派遣して独立運動を弾圧し、参加者を虐殺した。1971年3月、両パキスタンは戦争状態に突入、バングラデシュ独立戦争が勃発した。東パキスタン住民はインドに大量に亡命したことから、インド政府は東パキスタン側につく形で介入、第三次印パ戦争が勃発した。その間に、ラフマンは逮捕され、その支持者はインドへ逃亡した。逃亡先で支持者たちは将来独立国家の政府となるべき準備政府を組織した。戦争はインド・東パキスタン有利に進み、1971年12月に東パキスタンに駐留していたパキスタン軍は投降し、東パキスタンの独立が宣言された。1972年1月12日、ムジブル・ラフマンは独立したバングラデシュの首相となった。1972年7月2日には、シムラー協定によりパキスタンがバングラデシュ独立を承認し、名実ともにバングラデシュは独立を達成した。
独立時のバングラデシュは、9ヶ月におよぶ内戦のために混乱していた。パキスタン政府とその支持者は各地で虐殺を行っていたとされる。ムジブル・ラフマンは排他的な政策によって秩序を回復しようとしたが、事態は改善されなかった。ラフマンは戒厳令を布告するとともに、大統領就任を宣言し、新たに組織されたばかりのアワミ連盟を除くすべての政党の解党を命令した。しかし国政は改善せず、飢餓と疾病が広がっていった。
1975年8月15日、ムジブル・ラフマンは妻と息子とともに陸軍の反乱部隊によりダッカで殺害された（シェイクら海外にいた娘二人だけが暗殺を免れた）。55歳没。反乱グループの首謀者の一人で商務大臣であったカンデカル・モシュタク・アハメドが直ちに政権を掌握して戒厳令を布告、大統領就任を宣言した。

## 死後
政権を奪取したアハメドは、補償法を制定してラフマンの暗殺者たちを免責した。アハメド自身は1975年11月3日バングラデシュ・クーデターにより失脚、投獄されたが、直後のカウンター・クーデターを経て1977年に大統領に就任したジアウル・ラフマンは、憲法を改正して上記の補償法を含む戒厳令下において制定された布告命令を合法化した（バングラデシュ憲法第5次改正）。
ムジブル・ラフマンの娘であるシェイク・ハシナは、1996年から2001年までバングラデシュの首相を務め、いったん下野したのち2009年に政権に復帰、首相を務めた。
2024年に反政府デモの激化による混乱（2024年バングラデシュクオータ制度改革運動）のため辞任したが、この際には批判が父であるムジブル・ラフマンにも及び、デモ隊の参加者はダッカ市内の銅像に攻撃を加えた。
なお、妹のシェイク・ラハナはアワミ連盟に所属する政治家である。
シェイク・ハシナはジアウル・ラフマンらによる父暗殺の実行犯の免責を否定し、1996年に補償法を廃止させた。さらに、2005年にはムジブル・ラフマンの殺害及びジアウル・ラフマンの統治も最高裁判所により違法と認定された。
暗殺から34年経った2009年の11月、最高裁判所は暗殺実行犯である元軍将校12人全員（国外逃亡者、死亡者含む）に対して死刑の判決を言い渡した。そのうちの一人であるアブドゥル・マジェド元中尉は長らくインドに逃亡していたが、2020年4月7日に首都ダッカで逮捕され、4月12日に死刑が執行された。他に生存していた5人が絞首刑に処せられた。
2005年、最高裁判所高等裁判所部は憲法第5次改正について違法で無効であるとの判決を下し、2010年、最高裁判所控訴部の控訴棄却により上記判決が確定した。